# ハインリヒ45世・ロイス・ツー・シュライツ
ハインリヒ45世・プリンツ・ロイス・ユンゲレリーニエ（ドイツ語: Heinrich XLV. Prinz Reuß jüngerer Linie, 1895年5月13日 - 1945年（推定））は、ドイツの領邦ロイス＝ゲーラ侯国（弟系ロイス侯国）最後の侯世子（Erbprinz）。ロイス家家長。ロイス＝シュライツ家最後の当主であった。

## 生涯

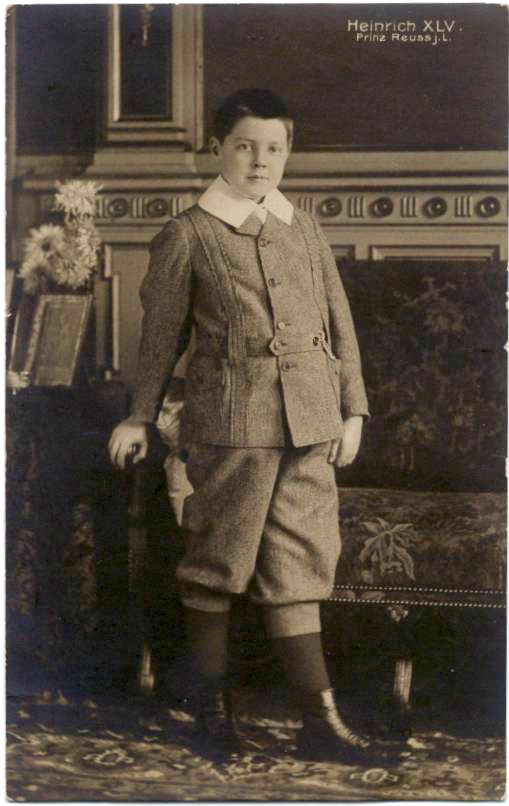
少年時代のハインリヒ45世（1905年頃）

ロイス＝ゲーラ侯ハインリヒ27世とその妃でホーエンローエ＝ランゲンブルク侯女エリーゼ（ヘルマンの長女）の間の三男として、エーバースドルフ（現在のザールブルク＝エーバースドルフ）で生まれた。ドレスデン中等教育学校を卒業後、第一次世界大戦に中尉として従軍した。終戦とドイツ革命の後、ライプツィヒ、マールブルク、ミュンヘン、キールなどの諸都市の大学で文学、音楽学、哲学を学んだ。
ハインリヒ45世は熱烈な演劇のファンで後援者であり、また監督、劇作家、顧問でもあった。1923年にはゲーラのロイス劇場の演劇部門の責任者となった。
1928年に父が死去すると、ハインリヒ45世はロイス侯家の家長となった。その前年の1927年にロイス＝グライツ侯国（兄系ロイス侯国）の統治者だった同族のロイス＝グライツ家が断絶していたため、「ロイス侯」の儀礼称号を名乗った。
ハインリヒ45世は生涯独身を通した。1935年、分家筋のロイス＝ケストリッツ侯子ハインリヒ1世を養子に迎え、4年後にはハインリヒ1世を自分の姪のメクレンブルク公女ヴォイツラヴァ・フェオドラ（メクレンブルク公アドルフ・フリードリヒの一人娘）と結婚させた。しかし、ハインリヒ1世はあくまでハインリヒ45世の財産の相続人に過ぎず、ロイス家全体の家長の地位を引き継ぐのはロイス＝ケストリッツ侯家家長のハインリヒ4世と決まっていた。
1930年代、ハインリヒ45世は国家社会主義ドイツ労働者党（ナチ党）に共感し、同党に入党した。1945年8月にエーバースドルフで赤軍に逮捕され、その後は行方不明となった。おそらくソ連接収後のブーヘンヴァルト強制収容所に収監された後に殺害されたと推測されているが、収容所の死亡者の記録には名前が載っていない。エーバースドルフ城、ヴァイトマンシャイル狩城、タールヴィッツ城、オスターシュタイン城などのハインリヒ45世の資産はすべて、1948年にソ連進駐軍によって没収・接収されている。
1962年1月5日、西ドイツのビューディンゲン地方裁判所は、ハインリヒ45世の死亡を宣告した。これに伴い、後継者に指名されていたロイス＝ケストリッツ侯ハインリヒ4世がロイス家の家長となった。

## 著作
- Das sterbende Haus; Schauspiel in 1 Akt
- Bräutliche Birken; Lustspiel in 1 Akt
- Das grosse Jagen; Dramatisches Gedicht
- Die Wunderblume; Ein Märchen in 7 Bildern, Musik von Georg Winkler, 1936